# Старо-Улановичское кладбище
Ста́ро-Ула́новичское (Староулановское, Староулановичское) кладбище (еврейское) — одно из старейших кладбищ Витебска. Располагается в конце 2-го Лагерного переулка, около Новоулановской улицы. Названо Старо-Улановичским по названию улицы, пролегающей рядом с ним в начале XX века.

## Предыстория создания кладбища
Первое упоминание об еврейском кладбище в Витебске находится в указе польского короля Владислава IV, данного витебским евреям в марте 1633 года на покупку земли для этой цели. В 1673 году право витебских евреев на этот участок земли под кладбище подтвердил король Ян III Собеский.
В архивных документах 1797 года имеются упоминания о витебском еврейском кладбище площадью 0,38 гектара в Узгорье — так назывался район, ограниченный реками Западной Двиной и Витьбой, и сегодняшней улицей Янки Купалы.
К середине 1860-х годов в Витебске действовали два еврейских погребальных общества (Хевра кадиша).
В XIX веке в Витебске достоверно существовали уже три еврейских кладбища. Одно кладбище существовало с XVIII века в районе нынешней улицы Путна (бывшая Спасская) напротив школы № 10 на левом берегу Западной Двины, но к середине XIX века оно уже перестало использоваться, так как было заполнено. Второе кладбище находилось на правом берегу Двины рядом с местом схождения нынешних улиц Герцена и академика Павлова. Третье кладбище располагалось на левом берегу Двины на месте, находящемся за сегодняшним кинотеатром «Беларусь», вблизи бывшей Лучесской улицы (сейчас — проспект Черняховского).
К концу XIX века кладбище на улице Лучесской тоже заполнилось, и в марте 1900 года евреи этого района Витебска обратились в Городскую управу с ходатайством о выделении участка под новое кладбище. Просьба была оставлена без ответа, и 1 августа 1903 года была направлена повторная просьба Витебскому Городскому голове. Городская управа создала комиссию для поиска подходящего места. Предложенные места (дача «Чертово болото» в районе нынешнего парка «Мазурино» и дача «Билево-Сокольники») были комиссией отвергнуты, и в марте 1909 года евреи подали городским властям новое прошение об участке, расположенном за городом к востоку от дороги в фольварк «Мазурино», мотивируя тем, что Витебское еврейское погребальное общество уже купило этот участок земли у помещика. Город отказал евреям, дело перешло в Витебский окружной суд, а затем в Сенат. Разрешение на этот участок евреи получили только в 1909 году, и кладбище, созданное на нём, было названо Старо-Улановичским.
То, что в начале XX века еврейская община города действительно купила именно этот участок земли для кладбища, подтверждено найденными и опубликованными архивными документами.

## История кладбища

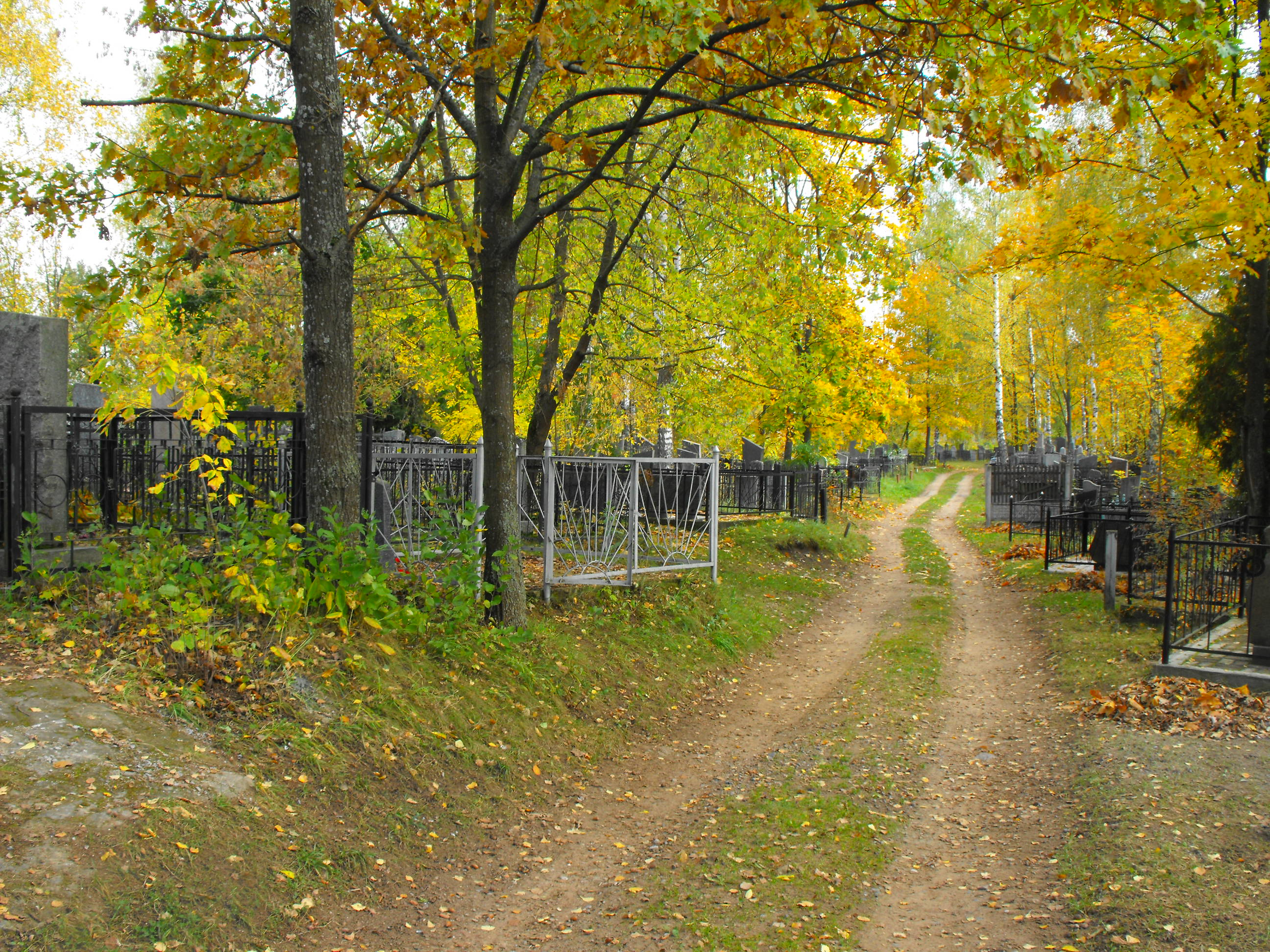
Вид Старо-Улановичского кладбища

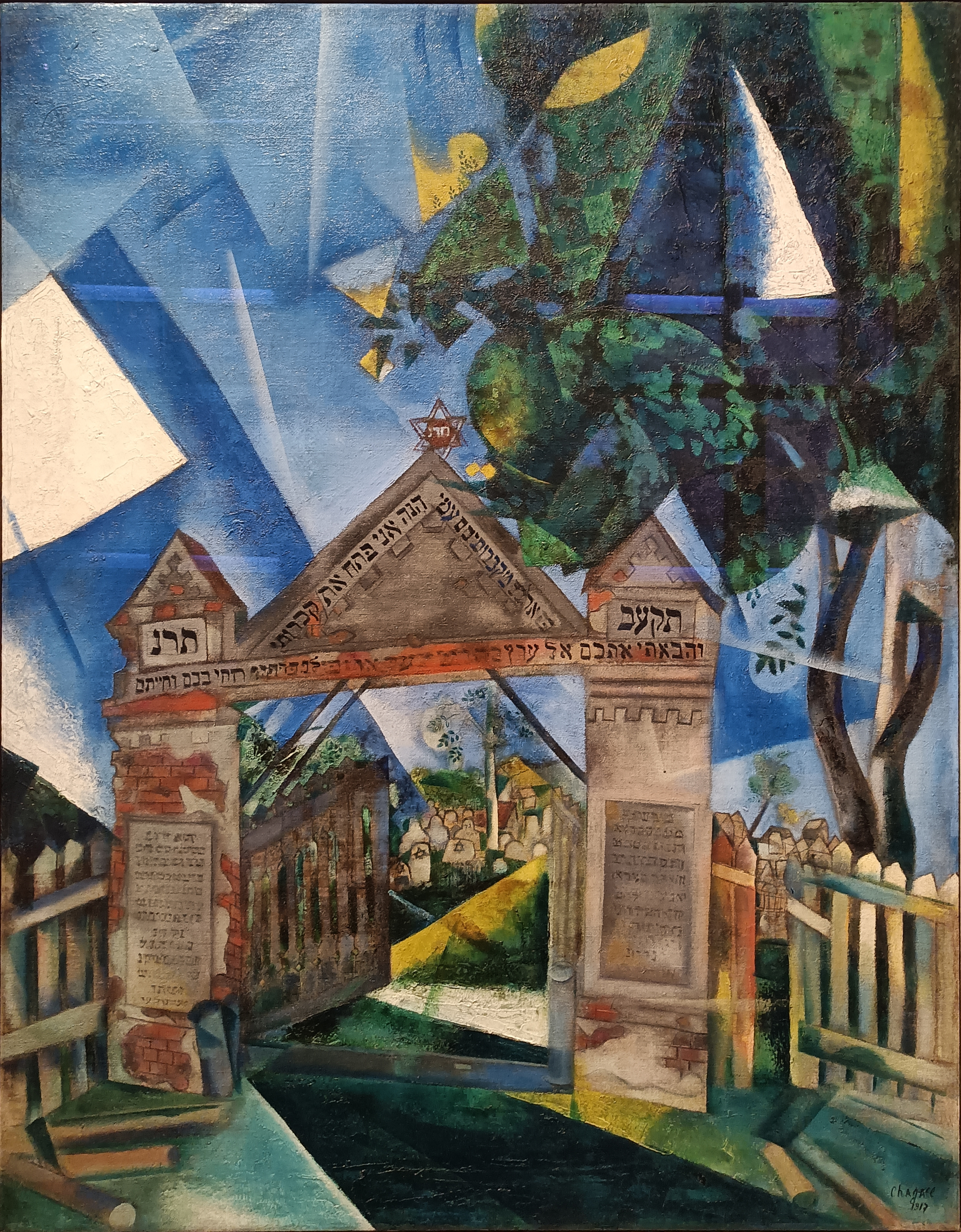
«Ворота еврейского кладбища». Марк Шагал, 1917 год

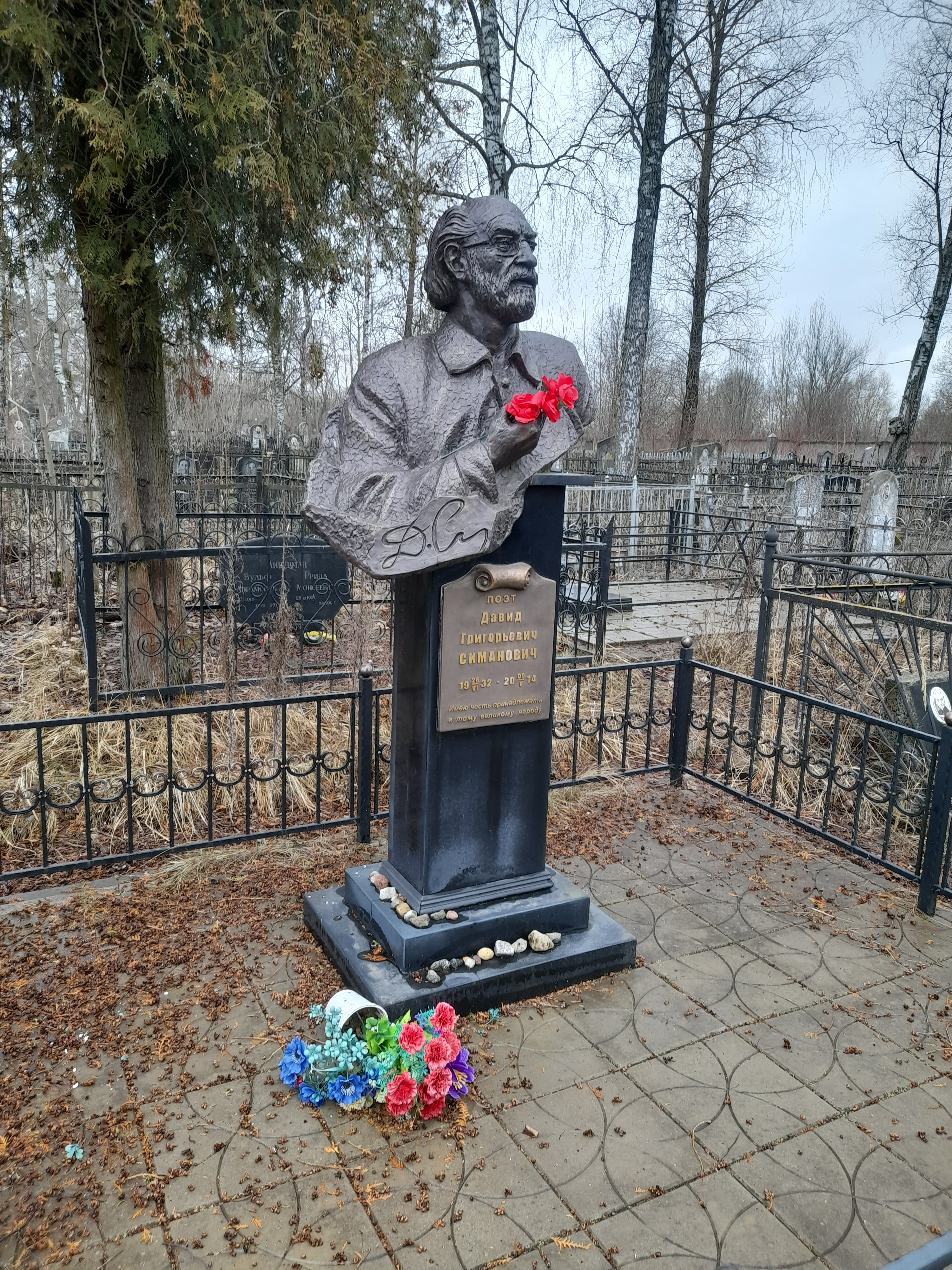
Памятник поэту Давиду Симановичу

Старо-Улановичское кладбище было открыто для захоронений в конце декабря 1909 года. В настоящее время является единственным еврейским кладбищем в Витебске.
Самая старая часть кладбища расположена справа от центрального входа до поворота дороги налево. Из-за того, что в первые годы существования кладбища делались перезахоронения с других витебских еврейских кладбищ (ныне не сохранившихся), в этой части имеются захоронения, датированные ранее 1909 года. Также на Старо-Улановичское кладбище перенесли останки евреев вместе со старыми надгробиями с кладбища на правой стороне Двины, на месте которого в 1934—1936 годах построили фанерную фабрику.
После открытия Старо-Улановичского кладбища на Лучесском кладбище хоронить перестали, хотя имеется свидетельство, что в 1919 году там были захоронены жертвы еврейского погрома в Витебском районе. Окончательно Лучесское кладбище было снесено в конце 1960-х годов.
Могилы витебских евреев, умерших до 1941 года, были практически полностью разрушены и затеряны, поэтому число захоронений в действительности намного превышает 7000. Также не сохранилось ни одной книги учёта о захоронениях до 1941 года.
До Великой Отечественной войны кладбище ограждал невысокий деревянный забор. В юго-восточной части кладбища находился деревянный «Дом омовения». За время войны забор и «Дом омовения» были полностью разрушены.
В 1941 году на территории кладбища проводились расстрелы евреев — сразу после оккупации города и затем уже узников Витебского гетто. После войны на кладбище перезахоронили и останки евреев, убитых и похороненных на территории самого гетто, но памятник на этом месте пока не установлен.
После 1945 года гранитные и мраморные памятники были расхищены. Памятники из недорогих камней использовались близживущим населением при возведении фундаментов домов. Сохранились только несколько памятников, установленных до 1917 года. Несмотря на многочисленные жалобы евреев Витебска на плачевное состояние территории кладбища, отсутствие ограды и массовые случаи вандализма, в 1960—1990-е годы ничего не менялось. Ограда была возведена только в конце 1990-х годов — большей частью благодаря добровольным пожертвованиям евреев из разных стран.
Решением Витебского горисполкома от 23 апреля 1990 года Старо-Улановичское кладбище было закрыто, несмотря на то, что евреям Витебска больше негде было хоронить умерших. Фактически этот запрет не соблюдался, и 20 июля 1990 года запрет был официально отменен.

## Старо-Улановичское кладбище в искусстве
В своих воспоминаниях Марк Шагал писал о смерти отца и своём желании (не исполненном) быть похороненным на Старо-Улановичском кладбище рядом с родителями: 

Не видел ни маминой, ни папиной смерти. Мне бы этого не вынести… Спустя много лет я увижу его могилу. Рядом с могилой мамы. Упаду на могильный холм… И когда я состарюсь (а может, и раньше), то лягу в землю рядом…— Марк Шагал. «Моя жизнь»
В 1917 году Шагал написал картины «Ворота еврейского кладбища» и «Еврейское кладбище». По мнению специалистов, наиболее вероятно, что на них изображено именно Старо-Улановичское кладбище, но также есть обоснованные предположения, что на картине изображено Лучёсское еврейское кладбище.

## Известные люди, похороненные на кладбище
На Старо-Улановичском кладбище похоронены многие известные ученые, деятели культуры, врачи и советские хозяйственные деятели, в том числе:
- Беренштейн Феликс Яковлевич[бел.] (1904—1977) — ученый-биохимик[2];
- Гроденчик Вениамин Лейбович (1898—1973) — Заслуженный учитель БССР[2];
- Гуревич Хана Симоновна (1851—1916) — почётная гражданка Витебска, основательница витебского Ботанического сада[2];
- Иоффик Яков Лазаревич — создатель и руководитель первого в Витебске послевоенного ансамбля — «Ансамбль песни и пляски промкооперации», первый директор «Дворца культуры промкооперации»[8][9];
- Левин Борис Михайлович[бел.] (1914—1990) — Заслуженный артист БССР[2];
- Меклер Самуил Залманович (1906—1983) — Заслуженный врач БССР[2];
- Пескина Сара-Тауба Давыдовна (1898—1970) — почётная гражданка Витебска[2];
- Рабунский Соломон Евелевич (1900—1973) — композитор, дирижёр, член Союза композиторов БССР[2];
- Симанович Давид Григорьевич (1932—2014) — белорусский русскоязычный поэт и прозаик[10];
- Черняк Басэва Давыдовна (1919—1995) — почётная гражданка Витебска, директор школы № 18[2];
- Шагал Фейга-Ида (умерла в 1914 году) — мать Марка Шагала (конкретное место захоронения неизвестно);
- Шагал Хацкель (Захар) (погиб в 1922 году) — отец Марка Шагала (конкретное место захоронения неизвестно);
- дедушка и бабушка Самуила Маршака (конкретное место захоронения неизвестно)[2];